# West Indies Cricket Team in Pakistan in der Saison 2021/22
Die Tour des West Indies Cricket Teams nach Pakistan in der Saison 2021/22 fand vom 13. bis zum 16. Dezember 2021 statt. Die internationale Cricket-Tour war Bestandteil der Internationalen Cricket-Saison 2021/22 und umfasste drei Twenty20s. Ursprünglich sollte die Tour auch drei One-Day Internationals als Teil der ICC Cricket World Cup Super League 2020–2023 enthalten, die jedoch nach mehreren SARS-CoV-2 abgesagt werden mussten. Pakistan gewann die Twenty20-Serie mit 3–0.

## Vorgeschichte
Pakistan spielte zuvor eine Tour in Bangladesch, für die West Indies war es die erste Tour der Saison. Das letzte Aufeinandertreffen der beiden Mannschaften bei einer Tour fand in der Saison 2021 in den West Indies statt.

## Stadien
Die folgenden Stadien wurden für die Tour als Austragungsort vorgesehen.
| Stadion          | Stadt   | Kapazität | Spiele                   |
| ---------------- | ------- | --------- | ------------------------ |
| National Stadium | Karachi | 34.228    | 1. – 3. ODI; 1. – 3. T20 |

## Kaderlisten
Die West Indies benannten ihre Kader am 27. November 2021.
Pakistan benannte seine Kader am 2. Dezember 2021.
| ODI | ODI | Twenty20 | Twenty20 |
| Pakistan | West Indies | Pakistan | West Indies |
| --- | --- | --- | --- |
| - Babar Azam (K) - Shadab Khan (VK) - Shaheen Afridi - Iftikhar Ahmed - Asif Ali - Haider Ali - Shahnawaz Dahani - Mohammad Hasnain - Mohammad Nawaz - Usman Qadir - Haris Rauf - Mohammad Rizwan (wk) - Khushdil Shah - Saud Shakeel - Imam-ul-Haq - Mohammad Wasim Jr - Fakhar Zaman | - Nicholas Pooran (K, wk) - Darren Bravo - Shamarh Brooks - Roston Chase - Justin Greaves - Akeal Hosein - Alzarri Joseph - Gudakesh Motie - Anderson Phillip - Raymon Reifer - Romario Shepherd - Odean Smith - Devon Thomas - Hayden Walsh Jr. | - Babar Azam (K) - Shadab Khan (VK) - Iftikhar Ahmed - Shaheen Afridi - Asif Ali - Haider Ali - Shahnawaz Dahani - Mohammad Hasnain - Mohammad Nawaz - Usman Qadir - Haris Rauf - Mohammad Rizwan (wk) - Khushdil Shah - Mohammad Wasim Jr - Fakhar Zaman | - Kieron Pollard (K) - Nicholas Pooran (K, wk) - Darren Bravo - Shamarh Brooks - Roston Chase - Sheldon Cottrell - Dominic Drakes - Akeal Hosein - Shai Hope (wk) - Brandon King - Kyle Mayers - Gudakesh Motie - Rovman Powell - Romario Shepherd - Odean Smith - Devon Thomas - Oshane Thomas - Hayden Walsh Jr. |

## Twenty20 Internationals

### Erstes Twenty20 in Colombo
| 13. Dezember Scorecard | Karachi | Pakistan 200-6 (20)          | – | West Indies 137 (19) |
|                        |         | Pakistan gewinnt mit 63 Runs |   |                      |

Die West Indies gewannen den Münzwurf und entschied sich als Feldmannschaft zu beginnen. Als Spieler des Spiels wurde Haider Ali ausgezeichnet.

### Zweites Twenty20 in Colombo
| 14. Dezember Scorecard | Karachi | Pakistan 172-8 (20)         | – | West Indies 163 (20) |
|                        |         | Pakistan gewinnt mit 9 Runs |   |                      |

Pakistan gewann den Münzwurf und entschied sich als Schlagmannschaft zu beginnen. Als Spieler des Spiels wurde Shadab Khan ausgezeichnet.

### Drittes Twenty20 in Karachi
| 16. Dezember Scorecard | Karachi | West Indies 207-3 (20)         | – | Pakistan 208-3 (18.5) |
|                        |         | Pakistan gewinnt mit 7 Wickets |   |                       |

Die West Indies gewannen den Münzwurf und entschied sich als Schlagmannschaft zu beginnen. Als Spieler des Spiels wurde Mohammad Rizwan ausgezeichnet.

## One-Day Internationals
Nachdem schon zu Beginn der Tour in der west-indischen Delegation drei Covid-Fälle auftraten, kam es vor dem letzten Twenty20 zu fünf weiteren positiven Tests. So konnte zwar mit einem reduzierten Kader die Serie abgeschlossen werden, jedoch einigte man sich darauf, die ODI-Serie für den Juni 2022 neu zu terminieren.

### Erstes ODI in Colombo
| 16. Dezember Scorecard | Karachi | Pakistan | – | West Indies |
|                        |         | Abgesagt |   |             |

### Zweites ODI in Colombo
| 16. Dezember Scorecard | Karachi | Pakistan | – | West Indies |
|                        |         | Abgesagt |   |             |

### Drittes ODI in Colombo
| 16. Dezember Scorecard | Karachi | Pakistan | – | West Indies |
|                        |         | Abgesagt |   |             |

## Auszeichnungen

### Player of the Series
Als Player of the Series wurden der folgende Spieler ausgezeichnet.
| Serie   | Player of the Series |
| ------- | -------------------- |
| ODI     | –                    |
| Tweny20 | Mohammad Rizwan      |

### Player of the Match
Als Player of the Match wurden die folgenden Spieler ausgezeichnet.
| Spiel       | Player of the Match |
| ----------- | ------------------- |
| 1. ODI      | –                   |
| 2. ODI      | –                   |
| 3. ODI      | –                   |
| 1. Twenty20 | Haider Ali          |
| 2. Twenty20 | Shadab Khan         |
| 3. Twenty20 | Mohammad Rizwan     |